# Velódromo Municipal do Rio
De Velódromo Municipal do Rio is een overdekte wielerbaan in het Olympisch park bij de wijk Barra da Tijuca van Rio de Janeiro met capaciteit voor 5.000 toeschouwers.
De hal werd gebouwd tussen 2005 en 2007 naar plannen van Sander Douma Architects voor een bedrag van 10 miljoen Braziliaanse real.
Inauguratie ging door bij de Pan-Amerikaanse Spelen 2007 waarbij in december 2007 baanwielrennen in de hal werd beslecht.
Het Duitse architectenbureau Schürmann (bekend van vele banen, waaronder de Laoshan Velodrome) werd aangesproken voor een nodige renovatie die startte in 2013 en na complicaties en wissels van aannemers last minute in de zomer van 2016 werd afgerond met een kostprijs van 143,6 miljoen Braziliaanse real. De oorspronkelijke baan voldeed voor de UCI immers niet voor Baanwielrennen op Olympische Spelen.
Bij de Olympische Spelen van 2016 en de Paralympische Zomerspelen 2016 wordt de baan de locatie voor Wielersport op de Olympische Zomerspelen 2016 en Wielersport op de Paralympische Zomerspelen.

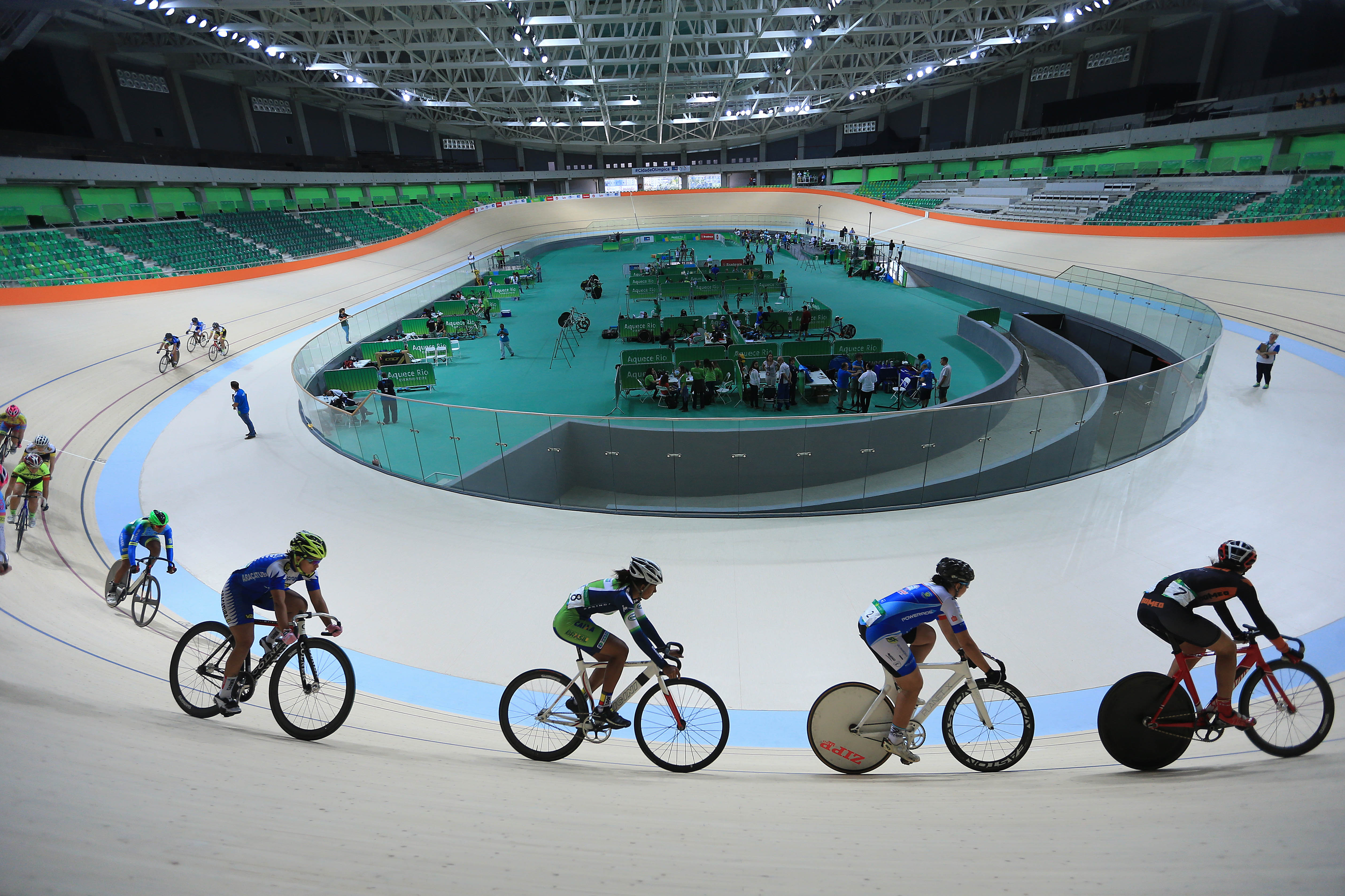
Baantesten op 25 juni 2016